# (2402) Сатпаев
(2402) Сатпаев (лат. Satpaev) — астероид главного пояса, который был обнаружен 31 июля 1979 года советским астрономом Николаем Черных в Крымской астрофизической обсерватории и назван в честь казахстанского учёного-геолога Каныша Сатпаева.

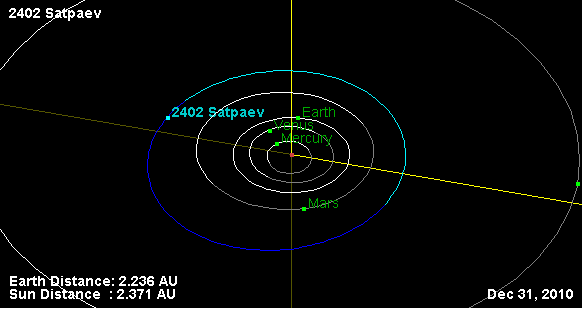
Орбита астероида Сатпаев и его положение в Солнечной системе